# 1972 no jornalismo
Nesta página encontrará referências aos acontecimentos directamente relacionados com o jornalismo ocorridos durante o ano de 1972.

## Eventos
- Fevereiro: Ocorre na cidade do Rio de Janeiro o primeiro sequestro de grande cobertura jornalística do Brasil. O filho do mega-empresário do ramo imobiliário carioca Sérgio Castro, "Serginho", é apanhado dentro de sua casa, na Lagoa Rodrigo de Freitas, por 4 sequestradores.  O aparente sucesso dos sequestradores é que deu ensejo ao sequestro do menino Carlinhos, alguns meses depois. Carlinhos jamais voltou a ser visto ("Caso Carlinhos").
- 24 de Setembro - O jornal brasileiro O Estado de S. Paulo publica notícia sobre a Guerrilha do Araguaia, burlando a censura do Regime Militar

## Nascimentos
| Data          | Nome                | Profissão  | Nacionalidade | Observações | Ref |
| ------------- | ------------------- | ---------- | ------------- | ----------- | --- |
| 15 de abril   | Ana Paula Araújo    | jornalista | Brasil        |             |     |
| 18 de abril   | Adriana Araújo      | jornalista | Brasil        |             |     |
| 10 de junho   | Renata Vasconcellos | jornalista | Brasil        |             |     |
| 14 de junho   | Vanessa Riche       | jornalista | Brasil        |             |     |
| 30 de outubro | Edite Espadinha     | jornalista | Portugal      |             |     |

## Mortes
| Data       | Nome                                    | Profissão                     | Nacionalidade | Observações | Ref |
| ---------- | --------------------------------------- | ----------------------------- | ------------- | ----------- | --- |
| 19 de maio | Anselmo de Sousa Bettencourt e Silveira | político, jornalista e médico | n . 1906      |             |     |